# 谷口博
谷口 博（たにぐち ひろし、1930年(昭和5年) - 2021年（令和3年）6月8日）は、日本の工学者。工学博士（北海道大学）。北海道大学名誉教授。中国・浙江大学名誉教授、米国・カリフォルニア大学訪問教授、ミシガン大学訪問教授、北海道平和大使協議会議長、日韓トンネル推進北海道民会議議長などを歴任した。

## 略歴
東京都出身。1953年北海道大学工学部機械工学科卒業。三菱重工業に入社し、同横浜造船所勤務。1963年北海道大学工学部機械工学科助教授（担当・燃焼工学講座）。1967年北海道大学工学部機械工学科助教授（担当・熱機関学第一講座）。 1973年北海道大学工学博士。論文の題は「火炎を含む放射ガスの熱伝達の解析」。 中国・浙江大学客員教授。1979年北海道大学工学部教授。1985年中国・浙江大学名誉教授。1994年北海道大学教授定年退官。北海道大学名誉教授就任。北海道大学教授を定年退官した後、北海学園大学工学部建築学科教授就任。2001年北海学園大学定年退職。米国・カリフォルニア大学訪問教授。ミシガン大学訪問教授。この他に、エルパワーテクノロジー監査役（2003年 - 2011年）なども務めた。
日本統合医療美容学会代表理事を、アメリカ時代に知り合った居藤タカセと共同代表理事という形で務めており、学会設立の際は大きなニュースとなった。
2014年春、瑞宝中綬章を受勲。2021年6月8日、死去。

## 受賞歴
- 北海道科学技術賞（1998年）
- 北海道功労賞（2006年）
- 瑞宝中綬章  (2014年)[2]

その他に、アメリカ機械学会FACT賞、韓国省エネルギー賞、日本熱物性学会賞など世界各国から多数受賞している。

## 人物

### 統一教会との関係
- 1977年4月、統一教会（現・世界平和統一家庭連合）の関連団体「世界平和教授アカデミー」は『季刊アカデミー』第6号を発行。谷口は同号に論文「人類の利用できるエネルギー資源」を寄稿した[3]。
- 2016年10月8日、統一教会は札幌市で「救国救世北海道大会」を開催。谷口は同大会に出席し、日本統一教会会長の徳野英治から感謝牌を授与された。また、同日をもって教団関連団体の「北海道平和大使協議会」の議長を退任した[4]。
- 2017年10月29日、教団関連団体の「日韓トンネル推進北海道民会議」の結成大会が行われ、議長に就任した[5]。

### その他
- 専門は、機械工学や医療工学、熱工学。近年は代替医療、生体工学、品質管理、自然エネルギー、環境問題などについて研究している。論文や発表は約900編。

## 主著
- 谷口博『機械工学における電子計算機の応用(サイエンスライブラリ情報電算機：34)』（サイエンス社、1976年）
- 谷口博・斉藤武『蒸気原動機(朝倉機械工学全書：17)』（朝倉書店、1979年）
- 谷口博・工藤一彦『蒸気原動機(機械系大学講義シリーズ：21)』（コロナ社、1989年）
- 谷口博・工藤一彦・黒田明慈・持田明野ほか『パソコン活用のモンテカルロ法による放射伝熱解析』（コロナ社、1994年）
- K.Taniguchi・W.J.Yang・K. Kudo『Advances in Heat Transfer vol. 27』（Academic Press、1995年）
- 谷口博・久保宏・谷口正行『品質管理』（森北出版、1997年）
- 谷口博 他『心を癒す園芸療法』（コロナ社、2004年）
- 谷口博『エネルギー・環境への考え方 : その提言と問いかけ』（養賢堂、2008年）
- 谷口博・佐々木克彦・早坂洋史・小原伸哉・谷口正行『例題で学ぶ品質管理』（森北出版、2012年）

など計20冊以上にのぼる。